# Marius Poel

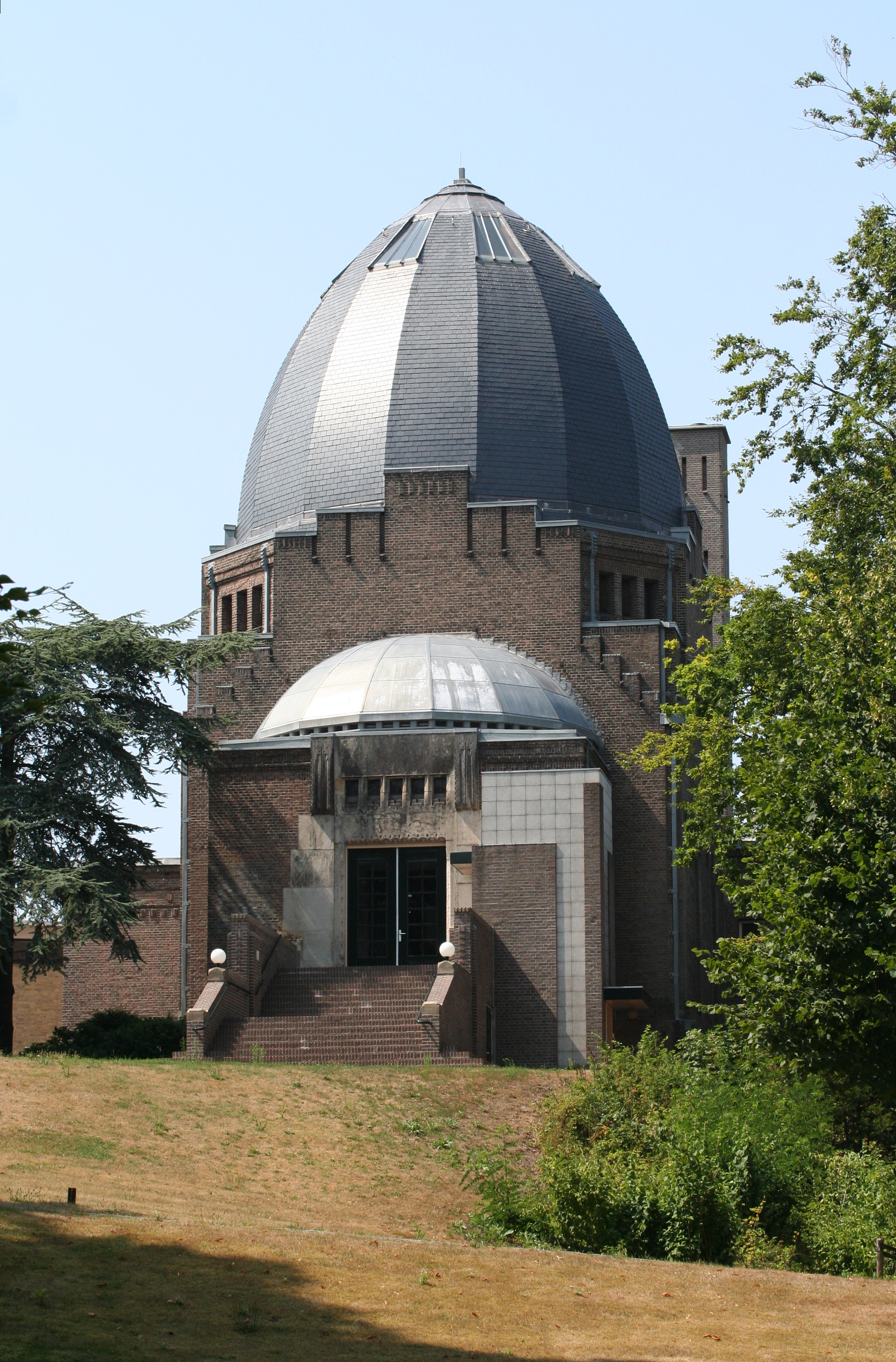
Crematorium Westerveld

Marius Adrianus Poel (Zaandam, 26 oktober 1867 - Blaricum, 14 maart 1931) was een Nederlands architect.

## Levensloop
Poel volgde zijn opleiding aan de Polytechnische School in Delft. Na zijn studie was hij als architect werkzaam in Haarlem, Hilversum en Apeldoorn. Zijn meest bekende werk is Crematorium Westerveld in Driehuis met zijn koepelvormige aula. Aan de Albertus Perkstraat en Oude Engweg in Hilversum heeft hij enkele woningen op zijn naam staan. Later vertrok hij naar Apeldoorn waar hij aan de Jachtlaan 28 middenstandwoningen ontwierp. Hij overleed in 1931 in Blaricum.